# Antoine François Hippolyte Fabre
Antoine François Hippolyte Fabre (né le 3 mai 1797 à Marseille et mort le 24 juin 1854 à Paris) est un médecin du XIXe siècle, connu pour avoir coordonné et dirigé la rédaction et la publication d'une imposante encyclopédie médicale (8 volumes) intitulée Dictionnaire des dictionnaires de médecine français et étrangers ou traité complet de médecine et de chirurgie pratiques  ; publié au milieu du XIXe siècle à Bruxelles.

## Biographie
Antoine-Hippolyte-François Fabre suit une scolarité au lycée Thiers de Marseille et devient docteur en médecine le 12 février 1824. Il devient par la suite le créateur du journalisme médical avec la Gazette des Hôpitaux et d'autres publications.